# Santa Maria del Carmine (Firenze)
A Santa Maria del Carmine nevű karmelita templom Firenzében található. Az eredeti épület a 13. század végén épült, de 1771-ben szinte teljesen leégett. Az 1780-as években építették újjá barokk stílusban, Giuseppe Ruggeri tervei szerint. A tűzvész elkerülte a Corsini- és Brancacci-kápolnákat, ma ezek adják a templom legfőbb látnivalóit.
A Brancacci-kápolnát Masolino da Panicale kezdte el kifesteni, de egy magyarországi meghívás miatt a befejezést tanítványára, Masaccióra hagyta. Az általa készített freskók nagy hatást gyakoroltak számos későbbi művészre, egy legenda szerint Michelangelo és Pietro Torrigiano ezek előtt a freskók előtt veszett össze úgy, hogy Torrigiani betörte Michelangelo orrát. A kápolna bejárati pillérén jobbra lévő Bűnbeesés című kép Masolino, a bal oldai Paradicsomból való kiűzetés Masaccio műve. Ez utóbbit Raffaello lemásolta a Vatikán Loggiáiban. A kápolna többi freskóját szintén Masolino, Masaccio és Filippino Lippi készítette.
A Corsini-kápolna 1670 és 1675 között épült, mennyezetfreskóit Luca Giordano festette, a szent sírját díszítő három márvány dombormű szintén az ő műve. A sekrestyét Andrea da Firenze és Bicci di Lorenzo művei díszítik.

## Külső hivatkozás
- A templom[halott link] (angolul)(olaszul)
- A Lonely Planet kritikája (angolul)